# Arena López Mateos
La Arena Adolfo López Mateos es un recinto deportivo de lucha libre profesional situado en Tlalnepantla, Estado de México. Actualmente, la Arena López Mateos es utilizada por las empresas Alianza Universal de Lucha Libre (AULL) y Universal Wrestling Entertainment (UWE).
La Arena López Mateos ha sido utilizada ocasionalmente por el Consejo Mundial de Lucha Libre,  Asistencia Asesoría y Administración y Universal Wrestling Association.
En 2011, la Arena López Mateos y la Arena Naucalpan sirvieron de base para las grabaciones del serial televisivo llamado Lucho en familia, el cual fue producido por TV Azteca.